# レシェク2世
レシェク2世チャルヌィ（Leszek Czarny, 1241年 - 1288年9月30日）は、ポーランド大公（在位：1279年 - 1288年）。シェラツ公（在位：1261年 - 1288年）、ウェンチツァ公（在位：1267年 - 1288年）、サンドミェシュ公（在位：1279年 - 1288年）でもあった。クヤヴィ公カジミェシュ1世（マゾフシェ公コンラト1世の子）と、シロンスク公ヘンリク2世の娘コンスタンツィヤ（pl:Konstancja wrocławska）の子。ジェモミスウの同母弟、ヴワディスワフ1世、カジミェシュ2世、シェモヴィトの異母兄。妻はスラヴォニア公ロスティスラフ（キエフ大公ミハイル2世の子）とハンガリー王ベーラ4世の娘アンナの娘アグリッピナ。黒公（the Black 波：Czarny）と呼ばれる。
1261年に父からシェラツ公国を譲られ、1267年の父の死でウェンチツァ公国も獲得した。1279年に従伯父に当たるボレスワフ5世が子供の無いまま亡くなったため、ポーランド大公に即位した。治世中にヴロツワフ公ヘンリク4世と紛争を起こし、1287年にはノガイによるモンゴルの3度目のポーランド襲撃が起こった。
1288年に死去。子供が無かったため、異母弟のヴワディスワフ1世とヘンリク4世が争った末、ヘンリク4世が大公位を継承した。